# Lennart Thy
Lennart Thy (Frechen, 25 febbraio 1992) è un calciatore tedesco, attaccante dei Lion City Sailors.

## Caratteristiche tecniche
È un giocatore molto duttile: oltre a ricoprire il ruolo di prima punta, può giocare come ala su entrambe le fasce. Durante la sua militanza al St. Pauli ha dato prova della sua versatilità ricoprendo talvolta il ruolo di trequartista ed anche quello di terzino, su entrambe le fasce.

## Carriera

### Club

#### Werder Brema
Dopo essere stato uno dei talenti emergenti delle giovanili del Werder Brema, per la stagione 2010-2011 viene aggregato alla prima squadra. Il 24 novembre 2010 esordisce in Champions League, nel corso della partita in trasferta contro il Tottenham (conclusasi con una sconfitta per 3-0). L'11 dicembre 2010 esordisce invece in Bundesliga, giocando uno spezzone della partita contro il Borussia Dortmund. Gioca un altro spezzone di partita la settimana successiva, contro il Kaiserslautern. Durante la stagione 2011-2012 debutta anche in DFB-Pokal, partendo titolare nella partita contro l'Heidenheim, persa per 2-1. Debutta da titolare anche in Bundesliga, giocando dal primo minuto le prime due partite stagionali.

#### St. Pauli
A partire dalla stagione 2012-2013 si trasferisce al St. Pauli, militante in 2. Bundesliga, firmando un contratto quadriennale. La sua prima stagione si rivela piuttosto fallimentare, anche a causa di un infortunio; tuttavia segna il suo primo gol in campionato soltanto alla trentunesima giornata, nel corso della partita persa per 2-3 contro l'Hertha Berlino. Nella stagione successiva va a segno alla prima giornata di campionato, contro il Monaco 1860: il suo gol si rivela decisivo per la vittoria (1-0). Conclude la stagione segnando altre tre reti. Nel corso della stagione 2014-2015, per sopperire ai troppi infortuni, viene schierato diverse volte come terzino destro, o sinistro. Una volta sistematasi la situazione, torna a giocare sul fronte offensivo, realizzando la sua prima rete stagionale contro l'Aalen. Il 17 maggio 2015 segna la sua prima doppietta in campionato contro il Bochum, contribuendo alla larga vittoria per 5-1. La stagione 2015-2016 è quella della sua definitiva consacrazione: l'allenatore Ewald Lienen gli dà fiducia e lo schiera sempre come prima punta. Thy va a segno alla quarta giornata, regalando la vittoria al suo club contro il RB Lipsia. Il 9 novembre 2015 si rende autore di una prestazione superba segnando quattro reti nella vittoria per 4-0 contro il Fortuna Düsseldorf. Conclude la sua migliore stagione da professionista con 30 presenze in campionato, 8 reti e 4 assists, per un totale di 2458 minuti giocati.

#### Ritorno al Werder Brema
Nel gennaio del 2016 viene noto che Lennart non rinnoverà il contratto in scadenza con il St. Pauli. Per cui, alla naturale scadenza del contratto, a partire dalla stagione 2016-2017, si trasferisce al Werder Brema, tornando così ad indossare la maglia biancoverde dopo quattro anni dall'ultima volta, e firmando un contratto triennale. Il 21 agosto 2016 esordisce per la seconda volta con la maglia del Werder Brema, giocando da titolare l'incontro perso per 2-1 contro lo Sportfreunde Lotte, valido per il primo turno della DFB-Pokal 2016-2017. In Bundesliga invece non riesce ad ottenere una maglia da titolare, giocando solo scrampoli di partita e riuscendo a segnare una sola rete, quella della vittoria nell'incontro vinto per 2-1 contro il Wolfsburg, valido per la quinta giornata della Bundesliga 2016-2017.

#### Ritorno in prestito al St. Pauli
Dopo aver racimolato soltanto 7 presenze con la maglia del Werder Brema, durante la sessione invernale di calciomercato viene ufficializzato il suo ritorno in prestito al St. Pauli fino al termine della stagione. Esordisce per la seconda volta con la maglia del St. Pauli il 29 gennaio 2017, giocando da titolare l'incontro perso per 1-0 contro lo Stoccarda. Il 21 maggio 2017 segna una doppietta al VfL Bochum, nel corso dell'incontro vinto per 3-1 e valido per l'ultima giornata della 2. Bundesliga. Conclude il periodo in prestito al St. Pauli con un bottino di 15 presenze, 2 gol ed un assist.

#### Prestito al VVV Venlo
Thy viene girato in prestito al club olandese del VVV-Venlo, appena promosso in Eredivisie per la stagione 2017-2018. Realizza 7 gol in 32 presenze, di cui 3 nel match vinto per 3-1 contro l’Heracles Almelo.

#### Erzurum BB
Nell'estate 2018, terminato il prestito in Eredivisie, il Werder Brema lo cede ai turchi dell'Erzurumspor FK, club appena promosso nella Super Lig. Debutta alla prima giornata nel match perso 3-2 contro il Konyaspor mentre realizza il suo primo ed unico gol il 17 dicembre, nel 2-2 sul campo del Fenerbahçe.

#### PEC Zwolle
Nella sessione di mercato invernale 2019, Thy viene ceduto al PEC Zwolle, club militante in Eredivisie. Debutta da titolare il 19 gennaio 2019 nel match casalingo vinto per 3-1 contro il Feyenoord, procurando l’assist per il terzo gol realizzato da Namli. Segna la partita seguente, realizzando il definitivo 2-0 sul campo dell’Heracles Almelo.
L’anno seguente passa allo Sparta Rotterdam e il 7 maggio 2021, grazie al gol segnato contro il Groningen, diventa il giocatore tedesco che ha segnato di più ai massimi livelli nei Paesi Bassi poiché con 40 gol supera Helmut Rahn.
Dopo solo un anno di permanenza fa ritorno allo Zwolle, in Eerste Divisie, dove con 23 reti vince il titolo di capocannoniere e contribuisce alla promozione in prima divisione.

### Nazionale
Ha giocato numerose partite con le varie nazionali giovanili tedesche.

## Statistiche

### Presenze e reti nei club
Statistiche aggiornate al 25 agosto 2022.
| Stagione                | Squadra                 | Campionato              | Campionato | Campionato | Coppe nazionali | Coppe nazionali | Coppe nazionali | Coppe europee | Coppe europee | Coppe europee | Altre coppe | Altre coppe | Altre coppe | Totale | Totale |
| Stagione                | Squadra                 | Comp                    | Pres       | Reti       | Comp            | Pres            | Reti            | Comp          | Pres          | Reti          | Comp        | Pres        | Reti        | Pres   | Reti   |
| ----------------------- | ----------------------- | ----------------------- | ---------- | ---------- | --------------- | --------------- | --------------- | ------------- | ------------- | ------------- | ----------- | ----------- | ----------- | ------ | ------ |
| 2010-2011               | Werder Brema            | BL                      | 2          | 0          | CG              | 0               | 0               | UCL           | 1             | 0             | -           | -           | -           | 3      | 0      |
| 2011-2012               | Werder Brema            | BL                      | 3          | 0          | CG              | 1               | 0               | -             | -             | -             | -           | -           | -           | 4      | 0      |
| 2012-2013               | St. Pauli               | 2.BL                    | 18         | 1          | CG              | 1               | 0               | -             | -             | -             | -           | -           | -           | 19     | 1      |
| 2013-2014               | St. Pauli               | 2.BL                    | 27         | 4          | CG              | 1               | 0               | -             | -             | -             | -           | -           | -           | 28     | 4      |
| 2014-2015               | St. Pauli               | 2.BL                    | 32         | 5          | CG              | 2               | 0               | -             | -             | -             | -           | -           | -           | 34     | 5      |
| 2015-2016               | St. Pauli               | 2.BL                    | 30         | 8          | CG              | 1               | 0               | -             | -             | -             | -           | -           | -           | 31     | 8      |
| 2016-gen. 2017          | Werder Brema            | BL                      | 6          | 1          | CG              | 1               | 0               | -             | -             | -             | -           | -           | -           | 7      | 1      |
| Totale Werder Brema     | Totale Werder Brema     | Totale Werder Brema     | 11         | 1          |                 | 2               | 0               |               | 1             | 0             |             | -           | -           | 14     | 1      |
| gen.-giu. 2017          | St. Pauli               | 2.BL                    | 15         | 2          | CG              | 0               | 0               | -             | -             | -             | -           | -           | -           | 15     | 2      |
| Totale St. Pauli        | Totale St. Pauli        | Totale St. Pauli        | 122        | 20         |                 | 5               | 0               |               | -             | -             |             | -           | -           | 127    | 20     |
| 2017-2018               | VVV-Venlo               | E                       | 32         | 7          | CO              | 2               | 1               | -             | -             | -             | -           | -           | -           | 34     | 8      |
| 2018-gen. 2019          | Erzurumspor FK          | SL                      | 12         | 1          | TK              | 1               | 0               | -             | -             | -             | -           | -           | -           | 13     | 1      |
| gen.-giu. 2019          | PEC Zwolle              | E                       | 17         | 9          | CO              | 0               | 0               | -             | -             | -             | -           | -           | -           | 17     | 9      |
| 2019-2020               | PEC Zwolle              | E                       | 24         | 6          | CO              | 2               | 2               | -             | -             | -             | -           | -           | -           | 26     | 8      |
| 2020-2021               | Sparta Rotterdam        | E                       | 35         | 14         | CO              | 0               | 0               | -             | -             | -             | -           | -           | -           | 35     | 14     |
| 2021-2022               | Sparta Rotterdam        | E                       | 34         | 5          | CO              | 2               | 0               | -             | -             | -             | -           | -           | -           | 36     | 5      |
| Totale Sparta Rotterdam | Totale Sparta Rotterdam | Totale Sparta Rotterdam | 69         | 19         |                 | 2               | 0               |               | -             | -             |             | -           | -           | 71     | 19     |
| 2022-2023               | PEC Zwolle              | EE                      | 36         | 23         | CO              | 1               | 0               | -             | -             | -             | -           | -           | -           | 37     | 23     |
| 2023-2024               | PEC Zwolle              | E                       | 32         | 13         | CO              | 1               | 0               | -             | -             | -             | -           | -           | -           | 33     | 13     |
| Totale PEC Zwolle       | Totale PEC Zwolle       | Totale PEC Zwolle       | 109        | 51         |                 | 4               | 2               |               | -             | -             |             | -           | -           | 113    | 53     |
| 2024-2025               | Lion City Sailors       | PL                      | 25         | 28         | CS              | 4               | 3               | ACL2          | 12            | 3             | SS+ACC      | 0+4         | 0+0         | 41     | 34     |
| Totale carriera         | Totale carriera         | Totale carriera         | 380        | 127        |                 | 20              | 6               |               | 13            | 3             |             | 4           | 0           | 413    | 136    |

## Palmarès

### Club

#### Competizioni nazionali
- Premier League:   1

Lion City Sailors: 2024-2025

### Individuale
- FIFA Fair Play Award: 1

2018
- Capocannoniere della Eerste Divisie: 1

2022-2023 (23 reti)